# Американски нинджа 2
„Американски нинджа 2“ (на английски: American Ninja 2: The Confrontation) е американски екшън филм от 1987 година с Майкъл Дудикоф в главната роля.
 Внимание:  Текстът по-долу разкрива сюжета на произведението (или части от него)!
Сега повишен в армията Рейнджърс, Джо Армстронг (Майкъл Дудикоф) и Къртис Джаксън (Стив Джеймс) са изпратени на отдалечен карибски остров, за подпомагане на морската пехота в разследването на изчезването на много от нейните войници. Командващият офицер, „Дивият Бил“ Удуърд (Джеф Уестън) разкрива: четири морски пехотинци са били заловени, но той не знае къде са, а версията за терористи е под въпрос. Едно момче на име Тото е единственият свидетел, като видял двама войници да се бият с местна банда и след това, отвлечени от група мъже в черни костюми. Джо и Къртис осъзнават, че са били в тази ситуация и преди.

## Дублажи

### Диема Вижън – първи дублаж (2002)
| Превод             | Мариана Загорска                                           |
| Тонрежисьор        | Димитър Кръстев                                            |
| Озвучаващи артисти | Милена Живкова Васил Бинев Борис Чернев Светозар Кокаланов |

### Диема Вижън – втори дублаж
| Преводач            | Саша Добрева                                                               |
| Тонрежисьор         | Цветомир Цветков                                                           |
| Режисьор на дублажа | Димитър Кръстев                                                            |
| Озвучаващи артисти  | Йорданка Илова Силви Стоицов Николай Николов Димитър Иванчев Христо Узунов |

## Филми от поредицата за „Американски нинджа“
Поредицата „Американски нинджа“ включва 5 филма:
- „Американски нинджа“ (1985)
- „Американски нинджа 2“ (1987)
- „Американски нинджа 3“ (1989)
- „Американски нинджа 4“ (1990)
- „Американски нинджа 5“ (1993)